# Mozilla Archive Format
Mozilla 档案格式（英語：Mozilla Archive Format，又称）是由Firefox扩展提供的网页封存盘案。用于将一个或多个网页及其中的音频、视频及其他可用资源封存为单一文档。不同于MHTML在HTML文件内部使用MIME编码，MAFF通过生成ZIP文件的方式封存网页。
该扩展不能在新版Firefox中工作。作者声称不再添加未来的支持。但在Waterfox中仍然得到支持。瀏覽器扩展“网页剪贴簿”及搭配的PyWebScrapBook輔助程式可支援儲存及開啟MAFF檔案，適用於Firefox 57以後版本及Chromium系瀏覽器。由原扩展复刻而来的Pale Moon扩展“MozArchiver”为Pale Moon 26.0及更新版本添加MAFF支持。

## 文件格式的许可
MAFF是一种开放文件格式。这一格式的规范已公开发布。